# Chrysophyllum prunifolium
Chrysophyllum prunifolium – gatunek drzew należących do rodziny sączyńcowatych. Występuje na obszarze Afryki, na terenie Kamerunu i Sierra Leone.